# عدد كارميكائيل

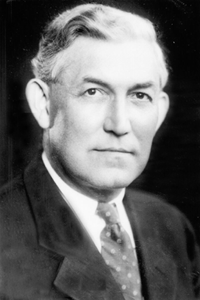
روبرت دانيال كارمايكل (1879-1967)

في نظرية الأعداد، عدد كارميكائيل هو عدد صحيح مركب موجب n يحقق علاقة التردد التالية:
{\displaystyle b^{n-1}\equiv 1{\pmod {n}}}
مهما كانت قيمة b ما دام n وb عددين أوليين فيما بينهما.

## نظرة عامة
رقم كارمايكل هو كل عدد غير أولي {\displaystyle n} يحقق العلاقة التالية :

{\displaystyle b^{n}\equiv b{\pmod {n}}}
لكل عدد صحيح {\displaystyle 1<b<n}  يحقق {\displaystyle b} و{\displaystyle n} أوليان نسبياً. 

تم تسمية الأعداد نسبة إلى روبرت كارمايكل.
تعد أرقام كارمايكل مجموعة جزئية من أرقام نودل K1.